# Regalecus
Regalecus es un género de peces de la familia Regalecidae, del orden Lampriformes. Este género marino fue descrito por primera vez en 1772 por Peter Ascanius.

## Especies
Especies reconocidas del género:
- Regalecus glesne (P. Ascanius, 1772)
- Regalecus kinoi (J. L. Castro-Aguirre, J. Arvizu-Martínez & C. Alarcón-González, 1991)
- Regalecus russelii (G. Cuvier, 1816)